# Dunaszentpál, Győr-Moson-Sopron
Dunaszentpál  este un sat în districtul Győr, județul Győr-Moson-Sopron, Ungaria, având o populație de 708 locuitori (2011). 

## Demografie
Componența etnică a satului Dunaszentpál
     Maghiari (98,91%)
     Alții (1,09%)
Componența confesională a satului Dunaszentpál
     Romano-catolici (67,66%)
     Fără religie (8,05%)
     Reformați (1,41%)
     Necunoscută (21,33%)
     Alte religii (2,54%)
Conform recensământului din 2011, satul Dunaszentpál avea 708 locuitori. Din punct de vedere etnic, majoritatea locuitorilor (98,91%) erau maghiari.  Din punct de vedere confesional, majoritatea locuitorilor (67,66%) erau romano-catolici, existând și minorități de persoane fără religie (8,05%) și reformați (1,41%). Pentru 21,33% din locuitori nu este cunoscută apartenența confesională.